# Toepolev TB-1

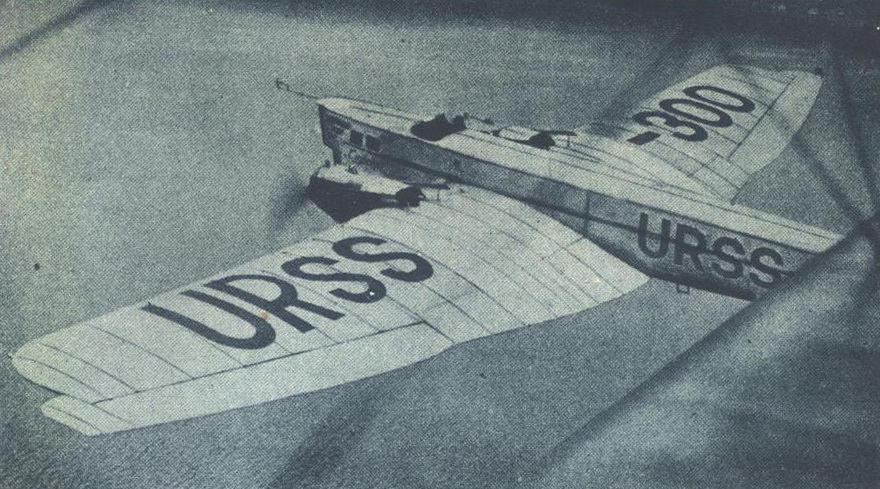
De Strana Sovyetov op weg naar New York (1929)

De Toepolev TB-1 (Russisch: Туполев ТБ-1) was een bommenwerper van de Sovjet-Unie die in 1929 werd ontwikkeld. In het totaal zijn er 216 van afgemaakt, de twee prototypen niet meegerekend.

## Ontwikkeling en gebruik
In 1924 gaf de luchtmacht van de Sovjet-Unie de TsAGI (Russisch: Центра́льный аэрогидродинами́ческий институ́т (ЦАГИ)) of Tsentralniy Aerogidrodinamicheskiy Institut, "Centraal Aerodynamisch Instituut") de opdracht een zware bommenwerper te ontwikkelen. TsAGI besteedde deze opdracht uit aan een afdeling onder leiding van Andrej Toepolev. Zijn team ontwierp een eendekker, met twee Napier Lion-motoren en een volledig metalen toestel met gegolfde Duraluminium-huid. Toepolev had al eerder ervaring opgedaan met dit metaal in navolging van de volledig metalen vliegtuigontwerpen van Hugo Junkers in 1918. Het eerste prototype werd gebouwd in 1925 met de eerste vlucht op 26 november 1925. 
De ervaringen waren positief en het vliegtuig werd in productie genomen. De naam werd gewijzigd van ANT-4 in TB-1. De productie werd echter vertraagd door tekorten aan aluminium en de noodzaak een vervanging te vinden voor de buitenlandse en dure Napier Lion-motoren. De BMW VI, een watergekoelde 12 cilindermotor in lijn, werd later gebruikt en ook de in Sovjet-licentie gebouwde versie, de Mikoelin M-17. De productie begon uiteindelijk in de ex-Junkers-fabriek in Fili bij Moskou in 1929 en de productie werd in 1932 gestaakt. Er zijn zo’n 216 exemplaren van gebouwd, waaronder 66 als watervliegtuig.
Het eerste productietoestel was een civiele versie met de naam Strana Sovyetov (Land van de Sovjets). Dit toestel werd gebruikt voor een propagandavlucht van Moskou naar New York. Na een vlucht van 137 vlieguur, waarbij 21.242 km werd afgelegd, kwam het toestel op 3 november 1929 in New York aan. De TB-1 werd de eerste standaard zware bommenwerper van de luchtmacht van de Sovjet-Unie, ook uitgerust met drijvers voor gebruik als een torpedobommenwerper (TB-1P) en voor luchtlandingsoperaties.
De TB-1 werd vervangen door de vergelijkbare, maar grotere, viermotorige Toepolev TB-3 bommenwerper.

## Varianten
- TB-1
- Ant-4bis
- TB-1P
- G-1

## Operatoren
- Aeroflot
- Vojska PVO